# Olenja flygbas
Olenja flygbas (ryska: Авиабаза Оленья), även känd som Olenegorsk, är en rysk militär flygbas på Kolahalvön, 92 kilometer söder om Murmansk. Den anlades omkring 1957, som bas för långdistansbombplan i det strategiska bombflyget, och användes idag för bland annat Tupolev Tu-22M3 (Nato-namn: "Backfire").

## Geografi och funktion
Olenja och dess närliggande bebyggelse Vysokij ligger åtta kilometer öster om staden Olenegorsk, på andra sidan av sjön Pemusozero. Avståndet till gränsen till Finland är ungefär 170 kilometer. Olenja ligger norr om Norra polcirkeln och i höjd några mil söder om Finlands nordligaste gränsstation till Ryssland, Raja-Jooseppi.
Flygbasen ligger under Rysslands flygvapens avdelning för strategiskt bombflyg. Olenja har tidigare också varit högkvarter för Rysslands flottas 5 MRAD (flygrekognosering för flottan) och hade då två spaningsflygsregementen. 
Olenja har en 3,5 kilometer lång start- och landningsbana. Detta gör den längst eller i klass med landningsbanorna vid Severomorsk-1- och Montjegorsk-baserna, som de längsta landningsbanorna på Kolahalvön.

## Historia

### Bakgrund
Flygbasen etablerades senast 1957, det år som den upptäcktes av amerikansk underrättelsetjänst. Under kalla kriget fungerade basen som en av nio framskjutna sovjetiska baser i den arktiska regionen med möjlighhet att delta i kärnvapenangrepp på USA. 1966 noterades 21 flygplan av typen Tupolev Tu-16 ("Badger") på basen.

### Tidig utveckling
30 oktober 1961 startade ett Tu-95V-bombplan från basen. Planet medförde då det kraftigaste kärnvapen som använts – "Tsar Bomba".
1966 noterades 21 flygplan av typen Tupolev Tu-16 ("Badger") på basen.
I närheten av flygbasen färdigställdes 1971 radarstationen Olenegorsk, med syfte att ge tidig varningsinformation för ballistiska robotar.
I mitten av november 2019 gjordes från basen det första testet med Kh-47M2 Kinzhal-robot. Denna ballistiska robot kan bära kärnvapen och nå en topphastighet på Mach 10.

### Rysk-ukrainska kriget

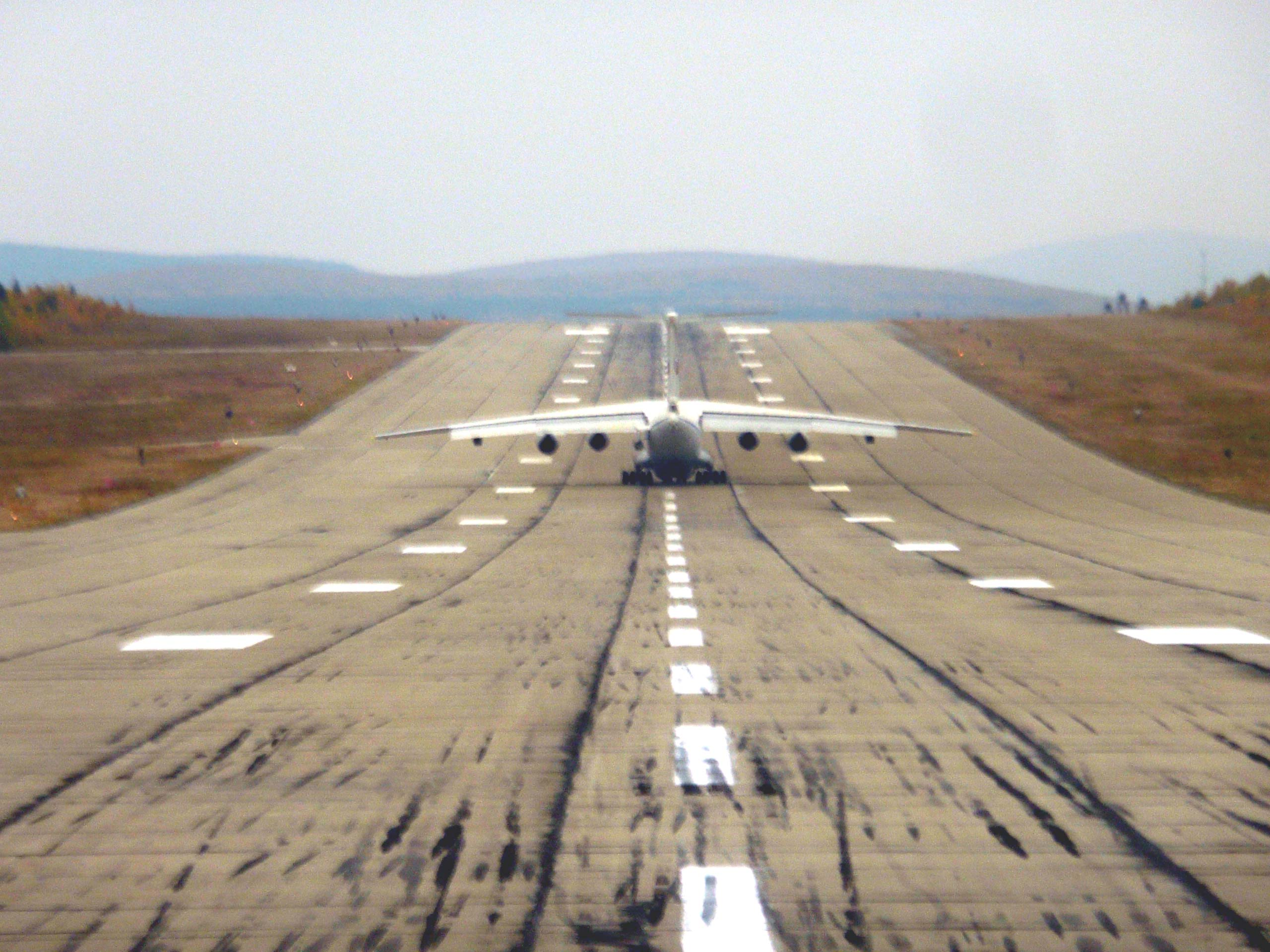
Ett transportflygplan av typ Iljusjin IL-76 ("Candid") på Olenja flygbas, före 2008.

Under Rysslands invasion av Ukraina 2022 förlade Ryssland sju flygplan av typen Tupolev Tu-160 (Nato: Blackjack) och fyra Tupolev Tu-95 ("Bear-H") på flygbasen, alla i stånd att bära kärnvapen. Under det rysk-ukrainska kriget har bombflygplan baserade på Olenja lanserat ett antal attacker med kryssningsrobotar.
Efter en framgångsrik ukrainsk attack på den ryska militärflygbasen Soltsi den 19 augusti 2023, omstationerades kvarvarande Tupolev bombflygplan av typen Tu-22M till Olenja. Redan tidigt 2023 noterade satellitspaning totalt 16 strategiska bombflygplan på basen, som ett resultat av Rysslands behov att bättre skydda sitt strategiska bombflyg från ukrainska attacker.
I juli 2024 hävdade Ukrainas försvarsdepartements underrättelsedirektorat (HUR) att Ukraina hade attackerat basen med en drönare och skadat ett bombflygplan av typ Tu-22M3. Denna attack följdes upp av en drönarattack i augusti.